# Grand Lake (See, Colorado)
Der Grand Lake ist ein See im Grand County, Colorado. In der Sprache der Arapaho wird er als Beteeni'ec (Heiliger See) oder Heebeeni'ec (Großer See) bezeichnet.
Der Grand Lake ist der größte und tiefste natürlich entstandene See in Colorado. Er bildete sich während der Pinedale-Kaltzeit an einer Endmoräne. An seinem Nordufer befindet sich die gleichnamige Siedlung.